# M'Bayar
Le M'Bayar est une race de chevaux originaire du Sénégal. Il tire son nom de la localité dont il est originaire, dans le Baol. Apparenté au Barbe, il est employé aux travaux de traction agricole ou de transport. Bien qu'il soit la plus nombreuse des races de chevaux du Sénégal, ses effectifs sont inconnus.

## Histoire
Le nom de cette race peut aussi s'écrire Mbayar ou M'bayar. Les origines des chevaux sénégalais étant peu documentées, il est postulé que le M'Bayar soit une race autochtone d'origine ancienne, peut-être descendante de Barbe venus du Maghreb. Jadis, cette race servait surtout pour la cavalerie militaire des anciens royaumes traditionnels. Au XXe siècle, le M'Bayar est influencé par des chevaux Barbe importés du Mali, de Mauritanie et du Maroc ; puis par les chevaux de races Arabe et Anglo-arabe issus du Centre de recherches zootechniques de Dahra.
En 1996, le Sénégal compte environ 400 000 chevaux de toutes races, le plus important cheptel de tous les pays d’Afrique de l’Ouest. Il s'agit d'une augmentation substantielle par comparaison aux 216 000 signalés en 1978, et d'une augmentation beaucoup plus importante de la population après la Seconde Guerre mondiale, estimée à peine 30 000.

## Description
La taille moyenne va de 1,34 m à 1,44 m selon Dehoux et al. en 1996, le guide Delachaux indiquant une fourchette de 1,37 m à 1,45 m. La base de données DAD-IS indique 1,37 m de moyenne chez les mâles. Cette taille le rapproche d'un poney.
L'encyclopédie de CAB International (2016) le rattache au groupe des poneys d'Afrique de l'Ouest. Le M'Bayar est un petit cheval trapu et ramassé, doté d'un poitrail large et d'une encolure courte,. Ses jambes sont solides, mais présentent souvent des genoux de vaches et autres particularités considérées comme des défauts. 
La robe est de couleur unie, le bai prédominant, suivi par l'alezan. Le gris et le rouan sont aussi des robes communes.
Le M'Bayar est réputé calme et docile, rustique, fort en endurant. Il est très résistant aux conditions climatiques du Sahel, assez sec et chaud.  
L'organisation de l'élevage du M'Bayar au Sénégal est gérée par l'Institut sénégalais de recherche agricole (ISRA).

## Utilisations

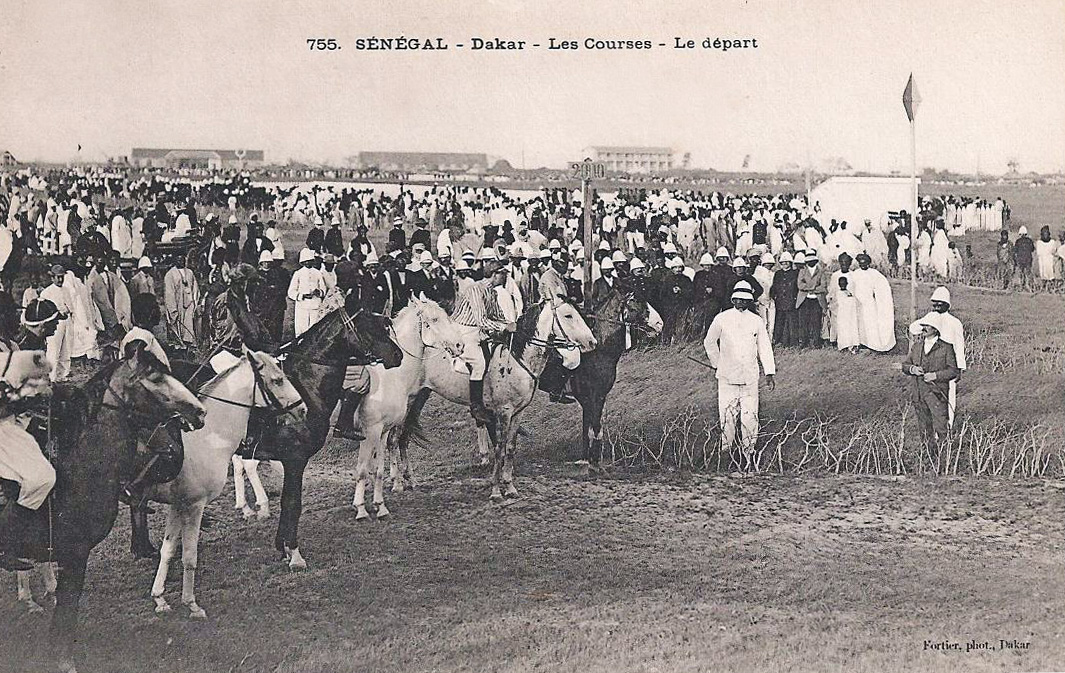
Course de chevaux à Dakar, au début du XX.

Au Sénégal, ce cheval utilisé sous la selle comme pour la traction d'attelages ou de labour agricole, jouant un rôle important dans le quotidien des Sénégalais, à la campagne comme dans les grandes villes, à Dakar, Saint-Louis, Kaolack, etc. Il sert aussi de cheval de course dans les hippodromes. Dans les haras sénégalais, nombreux sont ceux qui effectuent des croisements entre M'bayar et Pur-sang arabe, notamment en vue des courses hippiques. 
Le M'Bayar a donné la race du Foutanké, par croisement avec le Fleuve.

## Diffusion de l'élevage
Le M'Bayar est la plus commune des quatre races de chevaux sénégalaises, les trois autres étant le M'Par, le Fleuve et le Foutanké. Il est considéré, notamment sur DAD-IS, comme une race locale et localement adaptée au Sénégal, propre à la région du Baol, et dont les effectifs sont inconnus,. Il n'existe pas non plus de données concernant le niveau de menace sur la race M'Bayar,. En 2007 comme en 2010, la FAO ne dispose d'aucune information relative à la conservation de cette race.
Le M'Bayar est typique de la région de Diourbel, et des pays wolofs du Cayor, Baol, Waalo et Djolof. Au Sine Saloum, des hardes de ces chevaux vivent en semi-liberté dans les plaines de la région.